# Arbia (rivier)
De Arbia is een 57 kilometer lange rivier in de regio Toscane in Italië. De rivier ontspringt in de streek Chianti bij Poggio Cavallari en vloeit bij Buonconvento samen met de rivier Ombrone.
De naam van de rivier komt terug in meerdere plaatsnamen, zoals de gemeente Monteroni d'Arbia. In die gemeente liggen tevens de frazioni Lucignano d’Arbia en Ponte d’Arbia. De gemeente Asciano kent de frazione Arbia. In de stad Siena liggen drie wijken die de riviernaam bevatten: Isola d’Arbia, Taverne d’Arbia en Vico d’Arbia.
De Arbia wordt door Dante Alighieri genoemd in diens De goddelijke komedie: de rivier kleurde rood van het bloed na de Slag bij Montaperti.
- Gemeinsame Normdatei: 4635901-1